# Hôtel de ville de Béziers
L'hôtel de ville de Béziers est un monument historique situé à Béziers dans l'Hérault. 

## Description
L'entrée principale est surmontée d'un beffroi qui contient des cloches. Dans la cour intérieur se trouve des plaques commémoratives.

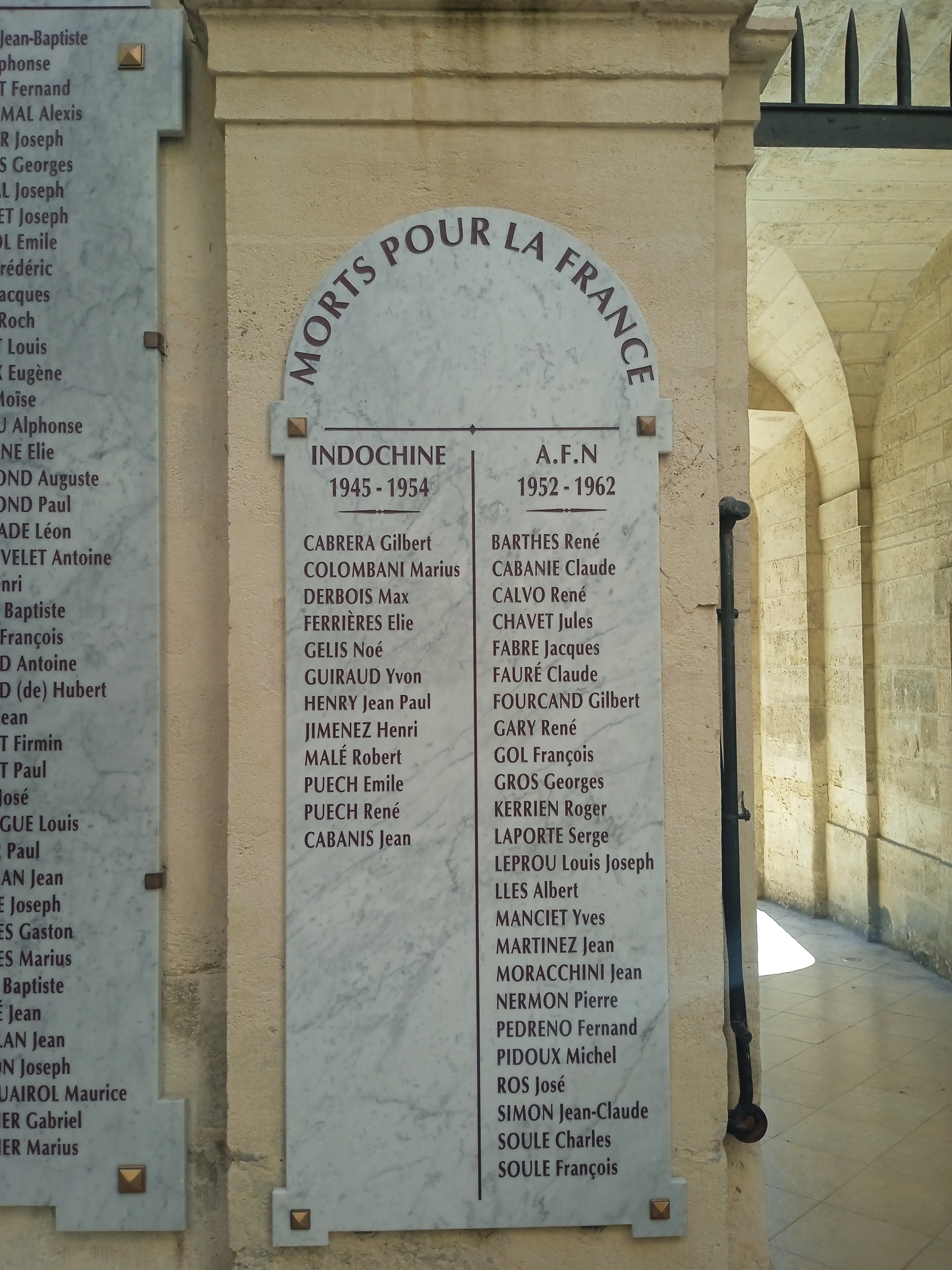
Plaque commémorative dans le hall de l'hôtel de ville de Béziers.
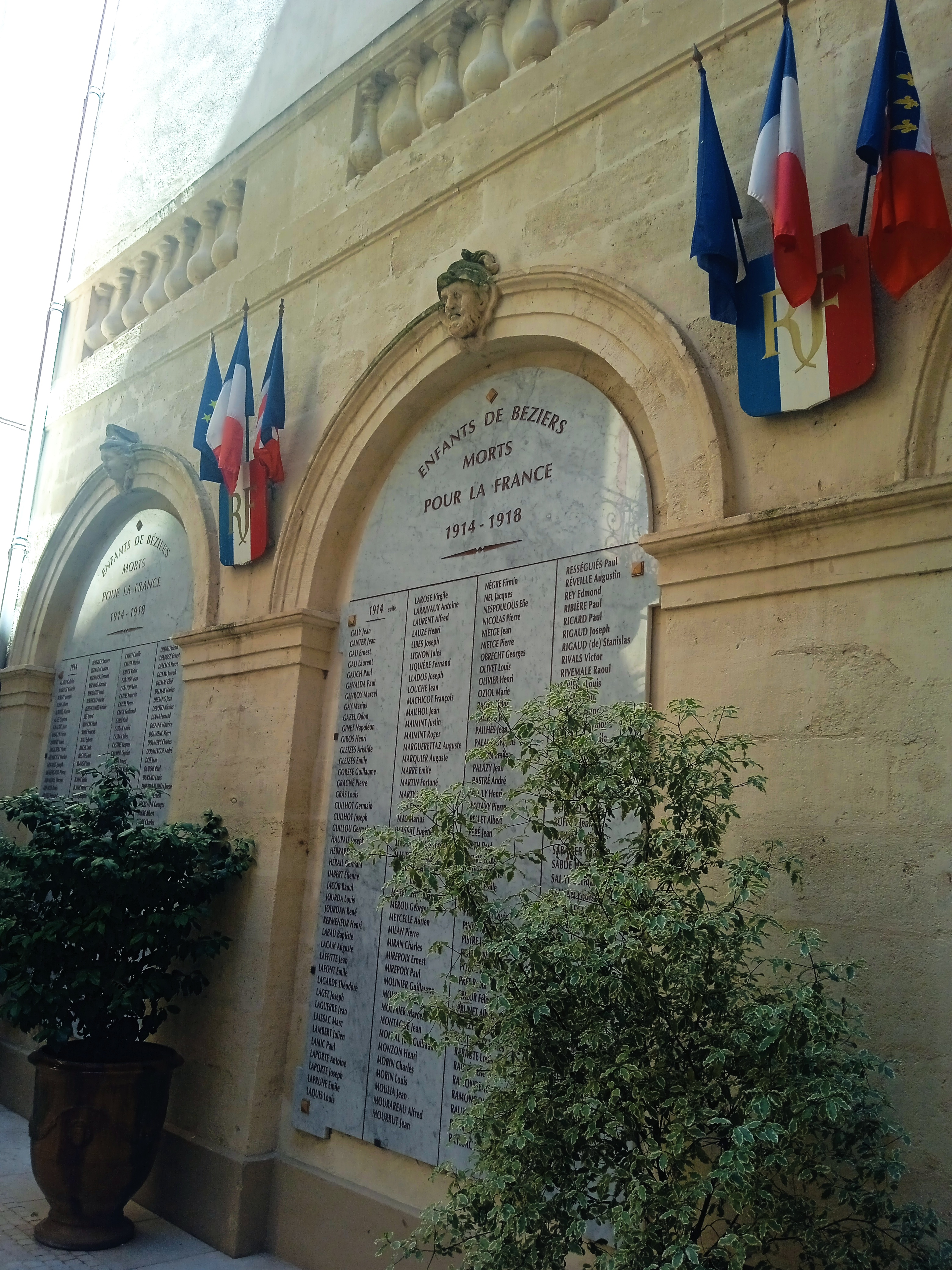
Mort pour la France lors de la Première Guerre mondiale.
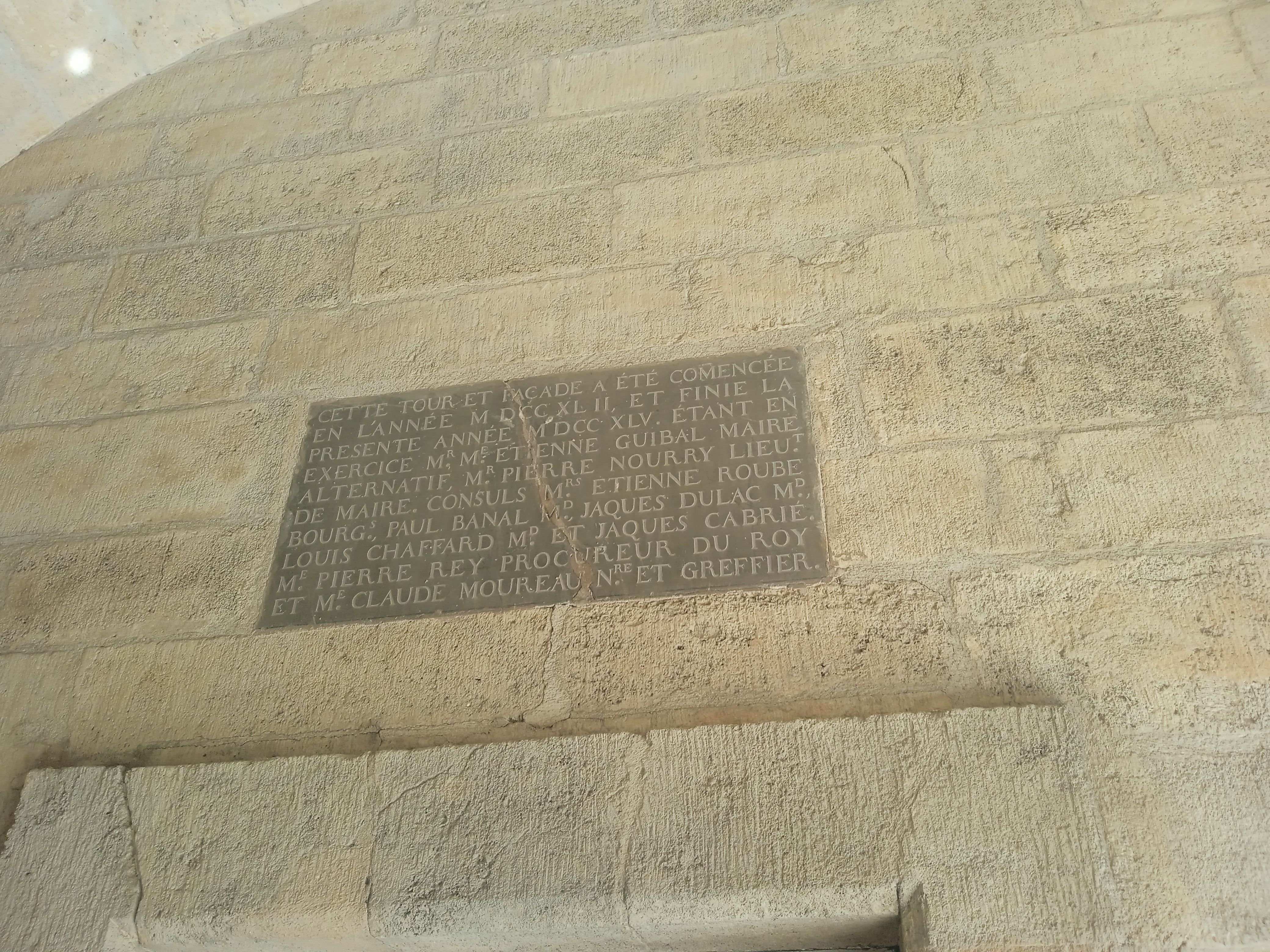
Plaque à l'entrée de l'hôtel de ville de Béziers.
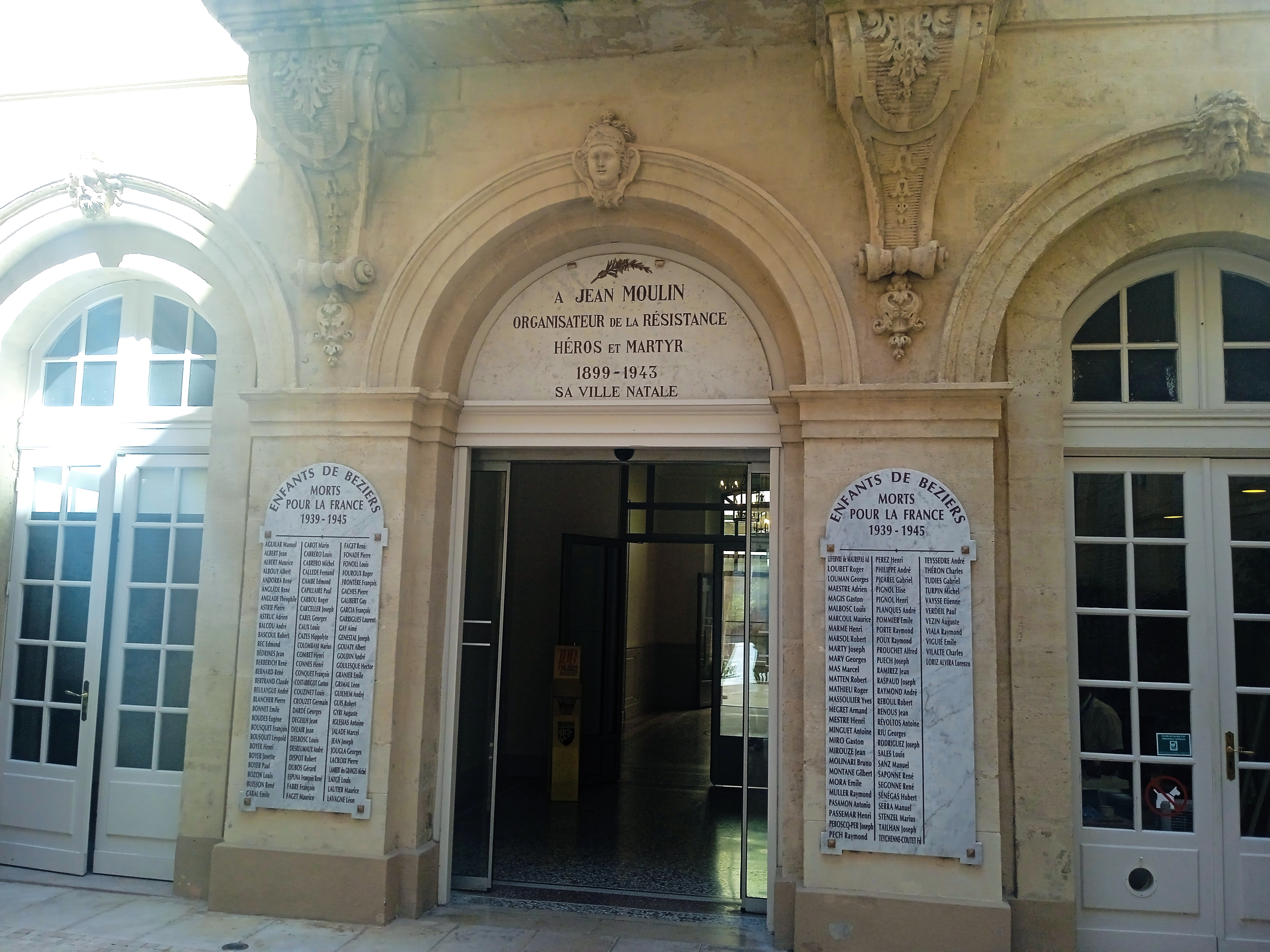
Hommage à Jean Moulin dans le hall de l'hôtel de ville de Béziers.
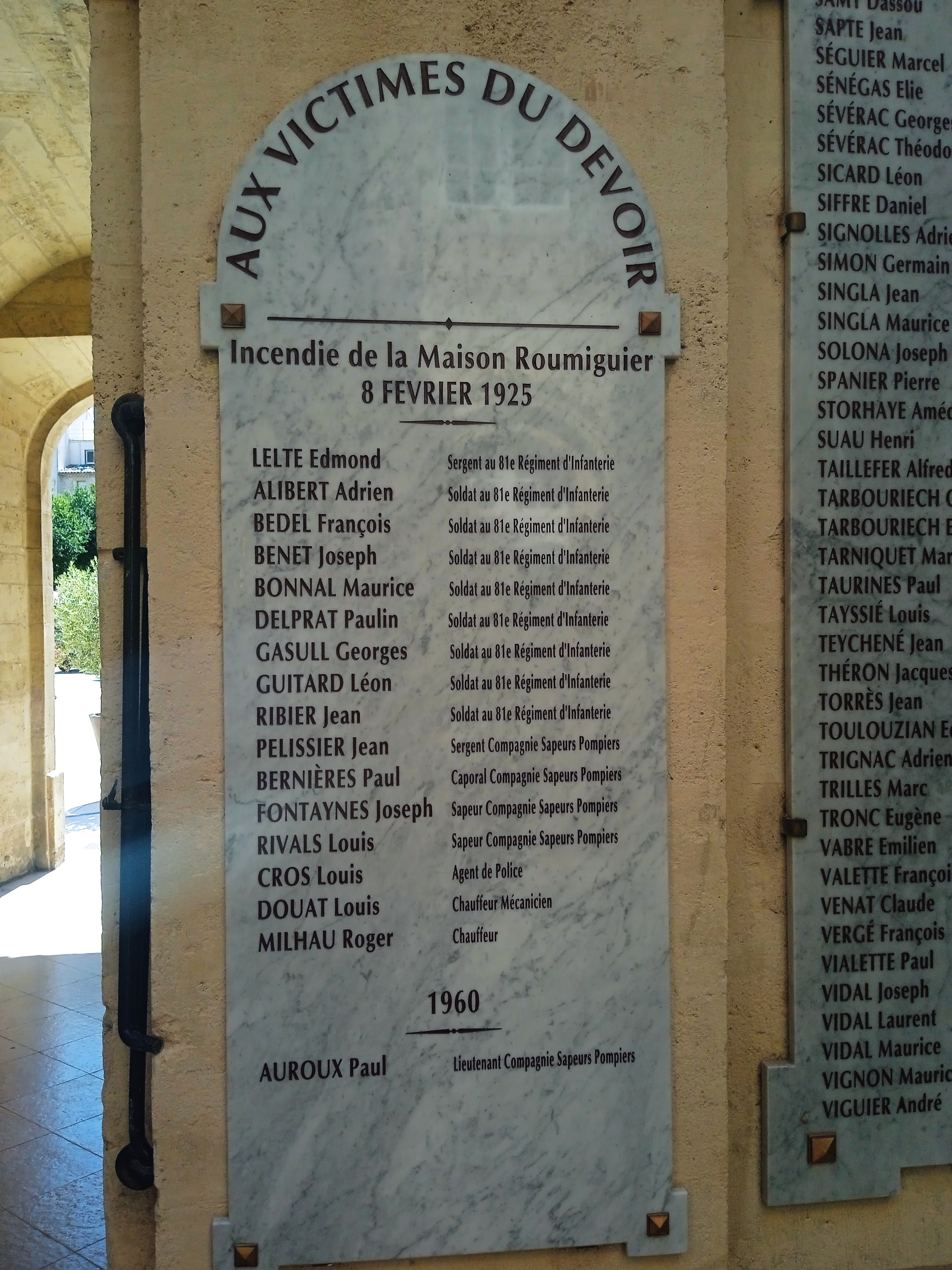
Plaque commémorative aux victimes de l'incendie de la caserne Roumiguier à Béziers.

## Historique
Le bâtiment date de 1729. Il occupe l'emplacement d'un ancien fort romain.
Il est inscrit aux Monuments historiques les 1er avril 1935 (façade et beffroi) et 31 janvier 1938 (façades sur cour et toitures).